# Shai Hulud
I Shai Hulud sono un gruppo musicale metalcore/hardcore punk statunitense. Originariamente nati nel 1995 a Pompano Beach, Florida, si sono successivamente spostati a Poughkeepsie, New York.
Il nome della band è un riferimento ai vermi giganti delle sabbie presenti nel romanzo di fantascienza di Frank Herbert Dune.
Le due menti del gruppo genericamente riconosciute sono il chitarrista Matthew Fox, che scrive buona parte della musica e dei testi del gruppo, e Matthew Fletcher (inizialmente chitarrista, poi bassista), che lo assiste nella composizione dei lavori.

## Carriera

### Primi anni (1995–1997)
Il chitarrista Matt Fox e il bassista Dave Silber decidono di dare la luce agli Shai Hulud nel 1995 chiamando alla voce Damien Moyal, alla batteria Jason Lederman, e alla seconda chitarra Oliver Chapoy. "Matt suonava già con diverse rock band e voleva fare un po' di hardcore": queste furono le parole rilasciate durante un'intervista dal bassista Jared Allen. Tuttavia, le cose non andarono tanto per la quale con Jason Lederman e la band decise così di partire alla ricerca di un nuovo batterista. Questo andirivieni, sfortunatamente, iniziò a diventare una prassi per la band negli anni a venire. Nel 1994, Steve Kleisath e Matt Fox si incontrarono per la prima volta a Tampa, in Florida, quando Matt sedeva dietro la batteria dei Strongarm, la band in cui Steve successivamente prese il suo posto. Con una formazione completamente intatta, la band registrò il primo demo di sei canzoni nel 1995 e strapparono così in seguito un contratto con la Revelation Records di Rob Moran, bassista degli Unbroken, che entrò in possesso del demo grazie a Jeanne Probart, un amico che lavorava nel dipartimento spedizioni postali della Revelation. Sebbene la Revelation si fosse da subito innamorata della demo degli Shai Hulud, chiese però alla band di cambiare nome perché quello precedente risultava "troppo difficile da ricordarsi". La prima esibizione della carriera degli Shai Hulud avvenne la notte di Halloween nel 1996 alla bottega dei Discount, in uno show che racchiudeva un'esigua folla di 50 spettatori.
Damien Moyal lasciò la band quando si segnò alla Revelation Records. Con l'uscita di Damien, i Shai Hulud recrutarono l'allora appena quattordicenne Chad Gilbert come cantante. Dalla Revelation Records il salto fu alla Crisis Records, una sua etichetta sussidiaria. Nel settembre del 1996, registrarono un EP di tre canzoni chiamato A Profound Hatred Of Man che uscì al pubblico nel 1997. Sulle prime 5000 copie del loro primo EP, il nome della band venne scritto male sull'inlay, come "Shai Halud", ma scritto bene invece sulla cover. Questo EP iniziò così il cammino e l'eredità degli Shai Hulud.

### Hearts Once Nourished With Hope And Compassion(1997–2003)
Chad Gilbert lasciò la band per fondare il gruppo pop punk New Found Glory nel 1997. Questa cosa causò problemi per gli Shai Hulud in seguito. Tuttavia, non furono impossibilitati dal registrare il loro album di debutto, Hearts Once Nourished with Hope and Compassion, nell'agosto del 1997. Conclusosi il tutto nel mese di settembre, l'album è uscito a novembre del medesimo anno. Per tutto il periodo del successivo anno e mezzo che venne, gli Shai Hulud furono in tour per tutto il continente nordamericano con Strongarm, Bloodlet, Shadows Fall, Zao, Overcast, Cannibal Corpse e Disembodied. Una edizione limitata in vinile dell'album uscì nel 2006, includendo la copertina realizzata da Dan Henk.
Nel maggio del 1998 vennero registrate tre tracce per lo split con i newyorchesi Indecision, intitolato The Fall of Every Man. Questo split uscì nel novembre del 1998. Come cresceva la popolarità degli Shai Hulud, gli interessi generali dei suoi membri iniziavano a calare gradualmente. Nel 1998, Oliver Chapoy decise anch'egli di dire addio. Venne così sostituito da Matthew Fletcher che si trasferì successivamente in Florida per unirsi al gruppo nel 1999. Matt Fletcher ebbe la possibilità di vedere gli Shai Hulud per la prima volta a Seattle, Washington nel 1997 nella loro esibizione con i Strongarm e i NineIronSpitFire. Andrew Gormley (ex batterista del gruppo) era presente allo show dietro alle bancarelle vendendo i demo dei Kiss It Goodbye. Nel giugno 1999, registrarono una cover di "Fearless Vampire Killers" per il tributo ai Bad Brains Never Give In.
Steve Kleisath lasciò la band per dissapori personali con altri membri, e Chad Gilbert decise alla fine di seguire anch'egli la sua strada diventando così in seguito chitarrista ufficiale dei New Found Glory. La band richiamò l'attenzione di Andrew Gormley includendolo in essa come batterista turnista per il tour europeo. Matt Fletcher si occupò delle parti vocali fin quando Geert van der Velde non prese parte al gruppo come cantante. In seguito, ritornarono in Florida con l'intenzione di continuare gli Shai Hulud. Ciononostante, Dave Silber fu responsabile dell'instabilità della band per via dei suoi continui andirivieni. Nel gennaio del 2000, Jared Allen, un amico dell'Oklahoma di Matt Fletcher, decise di sedere alla posizione di bassista e di iniziare le registrazioni in studio. Queste tre tracce vennero registrate per uno split realizzato con la band Another Victim, intitolato A Whole New Level of Sickness. Questo e un altro split, come tributo ai Metallica, vennero entrambi pubblicati nel marzo 2000. I Shai Hulud condivisero lo split-tributo ai Metallica Crush 'Em All Vol. 1, con i Boy Sets Fire, suonando la cover della canzone  Damage Inc.. Spikey Goldbach sedette dietro la batteria per le registrazioni di A Whole New Level Of Sickness e Steve Kleisath ritornò solo per registrare la traccia in Crush Em' All. Nel 2001 la band decise di trasferirsi definitivamente a Poughkeepsie, nello stato del New York. Chris Cardinal, che suonava negli Inner Dam, fece ingresso come chitarrista, decidendo però in seguito, come moltissimi altri, di lasciare la band.

## Formazione
La formazione degli Shai Hulud è stata estremamente movimentata. Questo continuo avvenirsi di spostamenti ha causato una forte instabilità all'interno della band, soprattutto per l'apparato ritmico - da grosso deficit degli Shai Hulud - in cui si sono succeduti 10 batteristi nell'arco di 18 anni. Senza contare anche i continui cambi di posizione al suo interno: Matthew Fletcher da chitarrista è diventato poi bassista per restarlo fino ai tempi attuali; Eric Dellon era la prima voce, ma fece pure da batterista durante diversi live. 
L'unico membro originale, fisso e costante per tutta la carriera del gruppo, e tuttora attivo in esso è Matt Fox: senza tralasciare che oltre a ciò costituisce l'anima di esso, essendo compositore di musica e testi.

### Formazione attuale
- Mike Moynihan - voce
- Matt Covey - batteria
- Matthew Fletcher - basso
- Matt Fox - chitarra

Membri live:
- Justin Kraus - voce (tour 2013)

Membri passati:
- Damien Moyal – vocals (1995)
- Chad Gilbert – vocals (1995–1998, 2004 touring, 2012 touring)
- Geert van der Velde – vocals (1999–2003, 2003-2005 touring, 2009 touring)
- Eric Dellon – vocals, drums (2005–2006)
- Matt Ian Mazzali – vocals (2006–2009)
- Mike Moynihan – vocals (2009–2012)
- Oliver Chapoy – guitar (1996–1998)
- Matt Canning – guitar (2003–2006)
- Ryan Burns – guitar (2005–2006 touring)
- Chad Kishick – guitar (2008–2009)
- Tim O'Leary – guitar (2009–2010)
- Dave Silber – bass (1995–1999)
- Jared Allen – bass (2000–2002)
- Steve Muczynski – bass (2009–2010 touring)
- Jason Lederman – drums (1995)
- Steve Kleisath – drums (1996–1999)
- Andrew Gormley – drums (1999–2000, 2004–2005, 2006–2008)
- Spikey Goldbach – drums (2000-2001)
- Tony Tintari – drums (2002–2004)
- Brian Go - drums (2006 touring)
- Mike Justain - drums (2009 touring)
- Aaron Goodrich – drums (2009-2010 touring)

## Influenze e stile
I seguenti gruppi musicali della scena underground dell'hardcore, metalcore e post-hardcore hanno pubblicamente affermato di essere stati influenzati dagli Shai Hulud: 7 Angels 7 Plagues, In Our Hearts, Alove for Enemies, As Hope Dies, As I Lay Dying Behind Crimson Eyes, Crimson Falls, It Prevails, Many Men Have Tried, Misery Signals, Mychildren Mybride, Poison the Well, See You Next Tuesday, Silverstein, The Funeral Pyre, The Banner, Unearth.

“Metalcore,” the actual genre in 2008 doesn’t usually seem like a hybrid of hardcore and metal as much as it just seems like metal, only written by people who imitate it rather than love it, typically resulting in trite and shallow music. If this accurately describes “metalcore” then we clearly do not embrace the term. Conversely, if Earth Crisis and Deadguy define “metalcore, ” count us in.»
(Matt Fox, 27 maggio 2008)
Nell'ambiente hardcore, gli Shai Hulud sono noti per le loro complesse composizioni che combinano elementi dei generi hardcore punk, heavy metal e metal progressivo con testi riguardanti la misantropia. Sono stati uno dei primi gruppi ad adottare la parola "metalcore" in riferimento alla propria produzione, anche se molti fan accaniti non hanno mai smesso di considerarli un'autentica band metalcore. Gli Shai Hulud, a loro volta,  hanno dichiarato di essere stati influenzati dai seguenti gruppi:  Raw Power, Burn, Chain of Strength, Deadguy, J.F.A., Metallica, NOFX, S.F.A., Strongarm, Testament, Turning Point, Uniform Choice e Voivod.

## Filosofia di vita e religione
I membri del gruppo hanno più volte dichiarato di non essere né una band cristiana né un gruppo straight edge:
(Shai Hulud, <10 febbraio 2006)
Matt Fox, presenza di lungo corso degli Shai Hulud, nel '98 ammise di non essere straight edge.

## Discografia

### Album in studio
- 1997 - Hearts Once Nourished with Hope and Compassion
- 2003 - That Within Blood Ill - Tempered
- 2008 - Misanthropy Pure
- 2013 - Reach Beyond the Sun
- 2015 - Just Can't Hate Enough

### Raccolte
- 2005 - A Comprehensive Retrospective
- 2006 - A Profound Hatred of Man